# Giovanni Soranzo
Giovanni Soranzo (ur. 1240 – zm. 31 grudnia 1328) – doża Wenecji od 13 czerwca 1312 do 31 grudnia 1328.